# Sendemast Tommerup
Der Sendemast Tommerup ist das höchste Bauwerk in Dänemark. Der östlich von Tommerup gelegene abgespannte Stahlfachwerkmast dient zur Verbreitung von Fernseh- und UKW-Rundfunkprogrammen. Folgende UKW-Hörfunkprogramme werden mit Stand 2016 abgestrahlt:
- Skala FM, Frequenz: 90 MHz, Sendeleistung: 0,5 kW
- Radio Soft, Frequenz: 104,2 MHz, Sendeleistung: 2 kW

Der Sendemast Tommerup ist 321,3 m hoch. Die UKW-Sendeantenne befindet sich in einer Höhe von 155 m.